# وقتشه (ترانه ایمجین دراگونز)
«وقتشه» تک‌آهنگی از ایمجین دراگونز است که در ۱۸ اوت ۲۰۱۲ منتشر شد. این تک‌آهنگ در آلبوم دیدهای شبانه (آلبوم) قرار داشت.
این تک‌آهنگ در چارت‌های در رتبه اول و در چارت‌های ایرلند، اتریش، جزو ده ترانه اول قرار گرفت.